# Jewgeni Maximowitsch Primakow

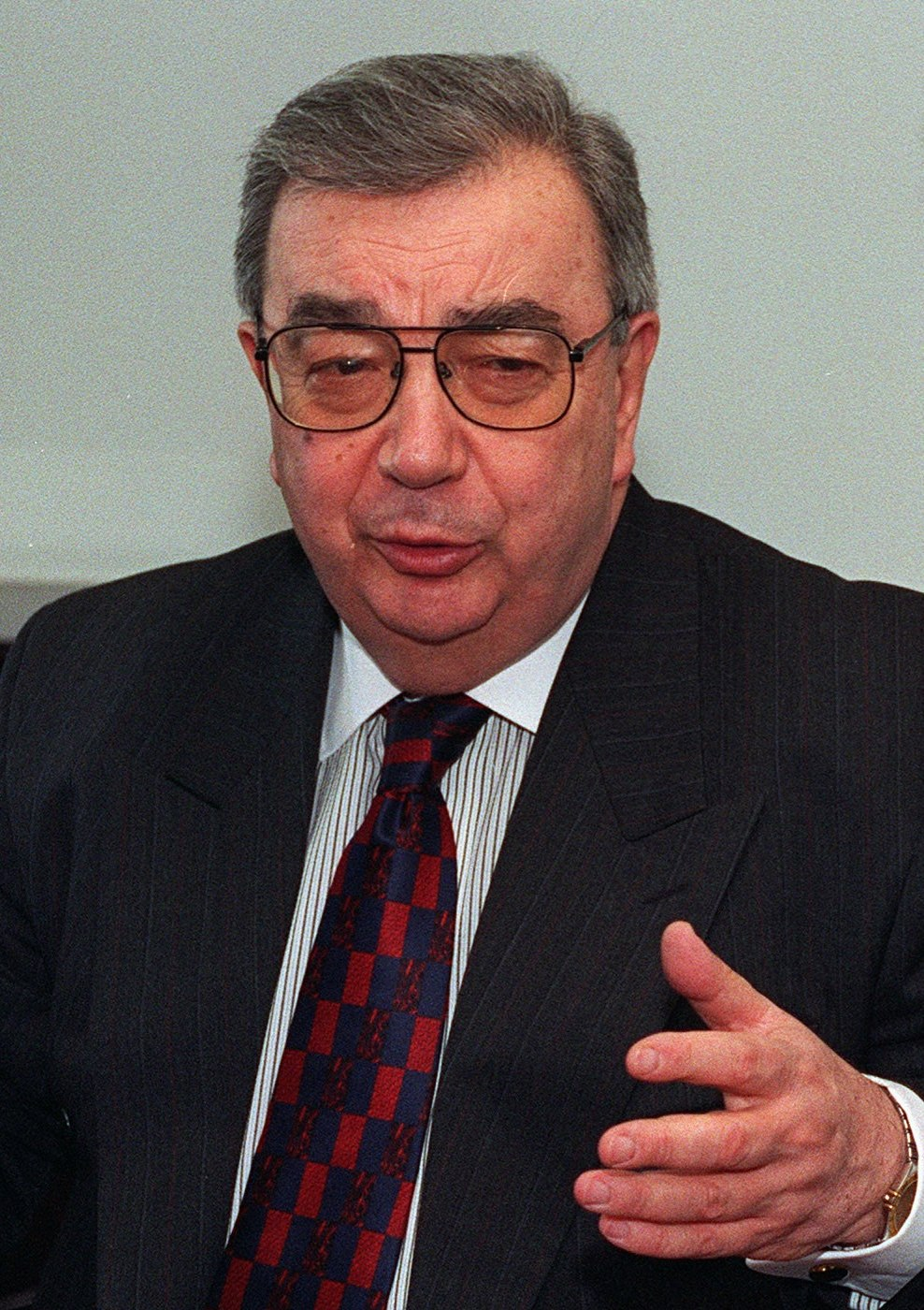
Jewgeni Primakow (1997)

Jewgeni Maximowitsch Primakow (russisch Евгений Максимович Примаков, wiss. Transliteration Evgenij Maksimovič Primakov; * 29. Oktober 1929 in Kiew, Ukrainische SSR; † 26. Juni 2015 in Moskau) war ein russischer Politiker und Diplomat. Er war unter anderem Direktor des Auslandsnachrichtendienstes, Außenminister und Ministerpräsident Russlands.

## Aufstieg

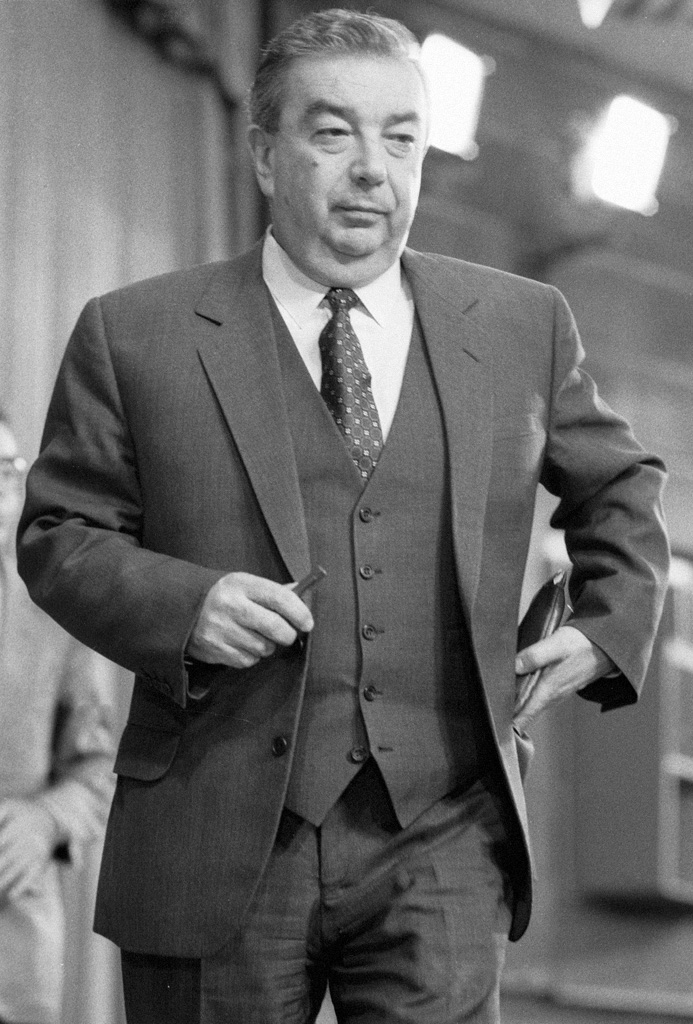
Primakow im Dezember 1991 als Chef des Auslandsnachrichtendienstes kurz vor dem Zerfall der Sowjetunion

Primakow studierte Wirtschaftswissenschaften und wurde 1956 promoviert. Sein Parallelstudium der Orientalistik (Indologie) führte ihn zunächst als Korrespondenten in den Nahen Osten, dann wurde er Direktor des Orient-Instituts der Akademie der Wissenschaften, dann des Instituts für Weltwirtschaft und internationale Beziehungen, danach Chef der Auslandsaufklärung des sowjetischen Geheimdienstes KGB.
Hier galt er als führender Kopf der Arabisten genannten Fraktion, die beispielsweise während des Kuwait-Krieges für eine zumindest indirekte Unterstützung des Irak eintrat; Primakow wurden beste Beziehungen zu dessen Präsidenten Saddam Hussein nachgesagt. Dabei geriet er in Rivalität zu dem eher proamerikanischen Außenminister Eduard Schewardnadse, der Primakows Vermittlungsbemühungen in letzter Minute hintertrieben haben soll – Primakow hatte als Sondergesandter Saddam Hussein angeblich wenige Stunden vor Beginn der US-Bodenoffensive zum Einlenken bewegt.
Michail Gorbatschow berief ihn 1989 ins Zentralkomitee der KPdSU. Noch im selben Jahr wurde er auch Kandidat des Politbüros des Zentralkomitees der KPdSU. 1991 ernannte ihn Gorbatschow zum Vorsitzenden des Föderationssowjets. Hier warb er vergeblich für Wirtschaftsreformen (Erschließung Sibiriens und des Fernen Ostens) und für Gorbatschows neuen Unionsvertrag.
Nach dem Augustputsch ernannte Gorbatschow Primakow im September 1991 zum Ersten stellvertretenden Leiter des KGB und zum Leiter der Ersten Hauptverwaltung des KGB.
Primakow wurde vom neuen russischen Präsidenten Boris Jelzin als Leiter des Auslandsnachrichtendienstes SWR bestätigt, der im Dezember 1991 den ZSR ersetzte. Der ZSR (Zentralnaja Sluschba Raswedki) war im Oktober 1991 aus der für die Auslandsaufklärung zuständigen Ersten Hauptverwaltung des KGB hervorgegangen. Das Amt des SWR-Direktors hatte er bis 1996 inne. Als Leiter des SWR berichtete Primakow Jelzin persönlich.

## Außenminister und Ministerpräsident
Unter Russlands Präsident Boris Jelzin wurde er im Januar 1996 anstelle des von den Kommunisten als zu NATO-freundlich abgelehnten Andrei Kosyrew zum Außenminister berufen. Primakow bemühte sich seitdem um eine Rückgewinnung russischen Einflusses im Nahen Osten, eine Dreierallianz mit Indien und China (Primakow-Doktrin) sowie die Union mit Belarus, dessen Präsident Lukaschenka sich als Schüler Primakows bezeichnet. Den USA warf er vor, jeglichen auch noch so kleinen Ansatz einer Re-Integration zwischen den ehemaligen Sowjetrepubliken sofort und massiv zu hintertreiben.
Am 11. September 1998 wurde er schließlich zum Ministerpräsidenten ernannt. Jelzin hatte zunächst versucht, zum zweiten Mal Wiktor Tschernomyrdin für diesen Posten einzusetzen, doch die Duma verweigerte ihm die Bestätigung. Während Jelzins Amtsunfähigkeit (Alkoholprobleme bzw. Herzoperationen) verlieh das Parlament gegen den Willen des Präsidenten dem Regierungschef Primakow die Amtsgeschäfte und Vollmachten als De-facto-Vizepräsident. Wirtschaftlich kämpfte er gegen die Auswirkungen der Asien-Krise auf Russland. Außenpolitisch protestierte er gegen den Kosovokrieg in Jugoslawien 1999 und provozierte mit der Absage seines Staatsbesuches in den USA einen diplomatischen Eklat.
Am 12. Mai 1999 gab Jelzin die Entlassung Primakows als Ministerpräsident bekannt und begründete sie mit der unzureichenden wirtschaftlichen Lage Russlands. Jelzin nahestehende Quellen berichteten den Medien, dass der Präsident Primakow als zu nah an der Kommunistischen Partei stehend ansah. Eine weitere von Analysten geäußerte Theorie ist, dass Primakows Gegner im Umfeld des Präsidenten (die Familie) die Absetzung forciert hatten. Sein Nachfolger wurde zunächst Innenminister Sergei Stepaschin, ab August 1999 dann Geheimdienstchef Wladimir Putin.
Die Kommunisten und Jabloko kritisierten die Absetzung scharf. Laut einer im Mai 1999 durchgeführten Meinungsumfrage sahen 81 % der Befragten die Entscheidung Jelzins negativ.
Danach galt Primakow als aussichtsreichster Kandidat der nächsten Präsidentschaftswahlen, wogegen US-Politiker in Moskau mehrmals nachdrückliche Bedenken und Protest äußerten. Seine Partei Vaterland – Ganz Russland schloss ein Wahlbündnis mit Moskaus Bürgermeister Juri Luschkow. Kurzzeitig favorisierten ihn auch Russlands Kommunisten, eine Wahlabsprache scheiterte allerdings.

## Rückzug

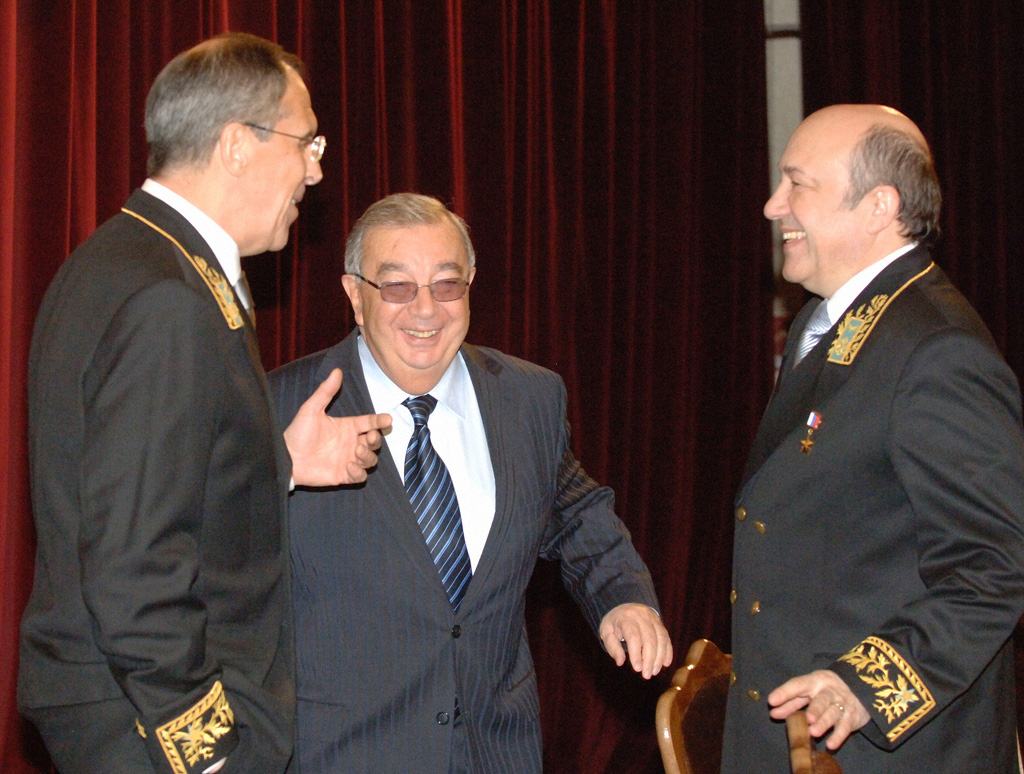
Primakow im Jahre 2008, im Gespräch mit seinen Nachfolgern an der Spitze des russischen Außenministeriums, Igor Iwanow (rechts) und Sergei Lawrow (links)

Der Umschwung kam mit dem zweiten Tschetschenienkrieg, der den bis dahin chancenlosen, aber entschlossen und populistisch auftretenden Ministerpräsidenten Putin plötzlich populär machte. Primakows Bemühungen, zusammen mit dem damaligen Präsidenten Inguschetiens, Ruslan Auschew, eine friedliche Lösung zu erreichen, führten zu seiner zunehmenden Isolation.
Nachdem im Vorfeld der Wahlen auch Luschkow Primakow fallen gelassen hatte, zog dieser seine Kandidatur zurück und verzichtete auch auf die Kandidatur als Parlamentspräsident. Präsident wurde Putin, Primakow blieb aber Vorsitzender der Fraktion seiner Partei und betätigte sich bis zum Rücktritt im Februar 2011 als Präsident der russischen Industrie- und Handelskammer.
Seit dem 26. Mai 2008 war Primakow Mitglied des Präsidiums der Russischen Akademie der Wissenschaften.

## Publikationen
- Im Schatten der Macht: Politik für Russland. Herbig, München (2001)
- Die Welt nach dem 11. September, Мир после 11 сентября (2002)
- Russian Crossroads (2004)
- Russia and the Arabs: Behind the Scenes in the Middle East from the Cold War to the Present (2009)

## Auszeichnungen und Ehrungen (Auswahl)
- 1984: Ehrendoktor der Universität Leipzig[5]
- 2004: Orden des Fürsten Jaroslaw des Weisen (V. Klasse)
- 2007: Großes Goldenes Ehrenzeichen am Bande für Verdienste um die Republik Österreich[6]
- 2012: Demidow-Preis